# Buddy Longway
Buddy Longway – francuskojęzyczna seria komiksowa stworzona przez szwajcarskiego rysownika i scenarzystę Deriba (Claude'a de Ribaupierre), ukazująca się w latach 1973–1987 premierowo w odcinkach na łamach czasopisma „Tintin”, a w latach 1974–2006 publikowana też w indywidualnych tomach przez belgijskie wydawnictwo Le Lombard. Po polsku ukazuje się nakładem wydawnictwa Kurc.

## Fabuła
Fabuła serii utrzymana jest w konwencji westernu i dramatu rodzinnego i rozgrywa się w drugiej połowie XIX wieku na Dzikim Zachodzie Stanów Zjednoczonych. Główny bohater to biały traper Buddy Longway, który w trakcie swoich przygód poznaje Indian i poślubia jedną z nich, Chinook, z którą  ma dwoje dzieci: Jeremy'ego i Kathleen. Buddy Longway jest nietypowym bohaterem komiksowym, ponieważ w kolejnych tomach serii ukazana jest jego fizyczna przemiana, w tym starość i śmierć. W toku fabuły przedstawiona jest również ewolucja coraz bardziej napiętych relacji między Indianami a białymi.

## Tomy
| Tom | Tytuł i rok wydania polskiego | Tytuł i rok wydania oryginalnego    | Uwagi |
| --- | ----------------------------- | ----------------------------------- | --- |
| 1   | Chinook (2021)                | Chinook (1974)                      | Po polsku tomy te ukazały się w 2021 w wydaniu zbiorczym pt. Buddy Longway. Księga 1: Chinook na całe życie. |
| 2   | Nieprzyjaciel (2021)          | L'Ennemi (1975)                     | Po polsku tomy te ukazały się w 2021 w wydaniu zbiorczym pt. Buddy Longway. Księga 1: Chinook na całe życie. |
| 3   | Trzech przejezdnych (2021)    | Trois hommes sont passés (1976)     | Po polsku tomy te ukazały się w 2021 w wydaniu zbiorczym pt. Buddy Longway. Księga 1: Chinook na całe życie. |
| 4   | Zdany na siebie (2021)        | Seul... (1977)                      | Po polsku tomy te ukazały się w 2021 w wydaniu zbiorczym pt. Buddy Longway. Księga 1: Chinook na całe życie. |
| 5   | Sekret (2022)                 | Le Secret (1977)                    | Po polsku tomy te ukazały się w 2022 w wydaniu zbiorczym pt. Buddy Longway. Księga 2: Kathleen i Jeremy.     |
| 6   | Łoś (2022)                    | L'Orignal (1978)                    | Po polsku tomy te ukazały się w 2022 w wydaniu zbiorczym pt. Buddy Longway. Księga 2: Kathleen i Jeremy.     |
| 7   | Kopyta na śniegu (2022)       | L'Hiver des chevaux (1978)          | Po polsku tomy te ukazały się w 2022 w wydaniu zbiorczym pt. Buddy Longway. Księga 2: Kathleen i Jeremy.     |
| 8   | Woda ognista (2022)           | L'Eau de feu (1979)                 | Po polsku tomy te ukazały się w 2022 w wydaniu zbiorczym pt. Buddy Longway. Księga 2: Kathleen i Jeremy.     |
| 9   | Pierwsze łowy (2023)          | Premières Chasses (1980)            | Po polsku tomy te ukazały się w 2023 w wydaniu zbiorczym pt. Buddy Longway. Księga 3: Ludzkie szaleństwo.    |
| 10  | Biały demon (2023)            | Le Démon blanc (1981)               | Po polsku tomy te ukazały się w 2023 w wydaniu zbiorczym pt. Buddy Longway. Księga 3: Ludzkie szaleństwo.    |
| 11  | Zemsta (2023)                 | La Vengeance (1982)                 | Po polsku tomy te ukazały się w 2023 w wydaniu zbiorczym pt. Buddy Longway. Księga 3: Ludzkie szaleństwo.    |
| 12  | Kapitan Ryan (2024)           | Capitaine Ryan (1983)               | Po polsku tomy te ukazały się w 2023 w wydaniu zbiorczym pt. Buddy Longway. Księga 3: Ludzkie szaleństwo.    |
| 13  | Dziki wiatr (2024)            | Le Vent sauvage (1984)              | Po polsku tomy te ukazały się w 2024 w wydaniu zbiorczym pt. Buddy Longway. Księga 4: Daleko od bliskich.    |
| 14  | Czarna suknia (2024)          | La Robe noire (1985)                | Po polsku tomy te ukazały się w 2024 w wydaniu zbiorczym pt. Buddy Longway. Księga 4: Daleko od bliskich.    |
| 15  | Hoka hey (2024)               | Hooka-Hey (1986)                    | Po polsku tomy te ukazały się w 2024 w wydaniu zbiorczym pt. Buddy Longway. Księga 4: Daleko od bliskich.    |
| 16  | Ostatnie spotkanie (2024)     | Le Dernier Rendez-vous (1987)       | Po polsku tomy te ukazały się w 2024 w wydaniu zbiorczym pt. Buddy Longway. Księga 4: Daleko od bliskich.    |
| 17  |                               | Regarde au-dessus des nuages (2002) | Po polsku tomy te ukażą się w 2025 w wydaniu zbiorczym pt. Buddy Longway. Księga 5: Na zawsze razem.         |
| 18  |                               | La Balle perdue (2003)              | Po polsku tomy te ukażą się w 2025 w wydaniu zbiorczym pt. Buddy Longway. Księga 5: Na zawsze razem.         |
| 19  |                               | Révolte (2004)                      | Po polsku tomy te ukażą się w 2025 w wydaniu zbiorczym pt. Buddy Longway. Księga 5: Na zawsze razem.         |
| 20  |                               | La Source (2006)                    | Po polsku tomy te ukażą się w 2025 w wydaniu zbiorczym pt. Buddy Longway. Księga 5: Na zawsze razem.         |